# Félix Moloua
Félix Moloua é um político centrafricano. Em 7 de fevereiro de 2022, Félix Moloua foi nomeado primeiro-ministro da Centráfrica.
Membro ex-ofício do Conselho de Governadores do Banco Africano de Desenvolvimento (BAD). Foi  Ministro do Planejamento, Economia e Cooperação da República Centro-Africana.